# Psihodelični soul
Psihodelični soul je glazbeni stil koji u sebi ima značajke elemenata psihodeličnog rocka, soula i funka.
Psihodelični soul često se povezuje s glazbenicima kao što su 'Sly & the Family Stone' i 'Funkadelic', koji su bili osnovani 1970-ih i često opisivani kao funki, a kasnije i kao funki-rock sastavi. Međutim, oni su imali jasni utjecaj na psihodelični rock. Ostali sastavi poput 'The Temptations' i njihov producent Norman Whitfield, 'War', 'The Undisputed Truth' i 'The Fifth Dimension', slijedili su ono što je radio Sly Stone i njegov sastav. Psihodelični soul dolazio je iz manje prihvaćenog zvuka kojeg su izvodili crni glazbenici, vodeći se redovito funkyem u ranim 1970-ma i kasnije disco glazbom.
Veliki utjecaj na psihodelični soul imao je sastav 'Funkadelic', predvođen Georgeom Clintonom. 'Funkadelic' je miksao stilove funka i soula od kasni 1960-ih do početka 1970-ih, gdje su ubacivali elemente psihodeličnih gitarskih sola i zvučne efekte. Oni su taj zvuk zabilježili posebno na svojim ranim albumima poput Funkadelic (1970.), Free Your Mind...And Your Ass Will Follow (1970.) i Maggot Brain (1971.).
Cover skladba "Respect", koju izvodi Minnie Riperton i sastav 'the Rotary Connection', još je jedan primjer psihodeličnog soula.